# ویش (نوردفرایسلند)
ویش (به آلمانی: Wisch) یک شهر در آلمان است که در نوردفرایسلند واقع شده‌است. ویش ۱۲۹ نفر جمعیت دارد.